# C/2021 A1 (Leonard)
C/2021 A1 (Leonard) est une comète anciennement à longue période, devenue à trajectoire hyperbolique, découverte le 3 janvier 2021 par Gregory J. Leonard. Son dernier périhélie s'est produit le 3 janvier 2022.

## Découverte
La comète est découverte le 3 janvier 2021 par Gregory J. Leonard, astronome de l'observatoire du mont Lemmon.

## Caractéristiques
La trajectoire de la comète est considérée comme hyperbolique. La période de C/2021 A1 est d'environ 83 000 ans.
Le dernier périhélie, à une distance de 92 millions de kilomètres du Soleil, a lieu le 3 janvier 2022, exactement un an après sa découverte. Auparavant, la comète passe au plus près de la Terre le 12 décembre 2021, ce qui lui vaut le surnom de « comète de Noël ». À ce point, sa magnitude est de 6 ; son déplacement angulaire quotidien est assez rapide, environ dix degrés. De ce fait, son observation est assez courte, du 12 au 16 décembre dans l'hémisphère Nord, et durant encore environ quinze jours de plus dans l'hémisphère Sud. Durant cette période, sa queue est visible sur environ trente degrés, surtout depuis la zone intertropicale.